# Fabienne Suter
Fabienne Suter, švicarska alpska smučarka, * 5. januar 1985, Sattel, Švica.
Nastopila je na dveh olimpijskih igrah, leta 2010 je bila četrta v veleslalomu, peta v smuku in šesta v kombinaciji, leta 2014 pa peta v smuku in sedma v superveleslalomu. V sedmih nastopih na svetovnih prvenstvih je osvojila bronasto medaljo leta 2007 na ekipni tekmi, najboljšo posamično uvrstitev je dosegla leta 2015 s petim mestom v superveleslalomu, še štirikrat se je uvrstila v deseterico. V svetovnem pokalu je tekmovala petnajst sezon med letoma 2002 in 2017 ter dosegla štiri zmage in še šestnajst uvrstitev na stopničke. V skupnem seštevku svetovnega pokala je bila najvišje na sedmem mestu v letih 2009 in 2010, leta 2016 je bila druga v smukaškem seštevku, v letih 2008 in 2009 pa tretja v superveleslalomskem seštevku. 